# Jagiellonia Białystok w sezonie 2000/2001

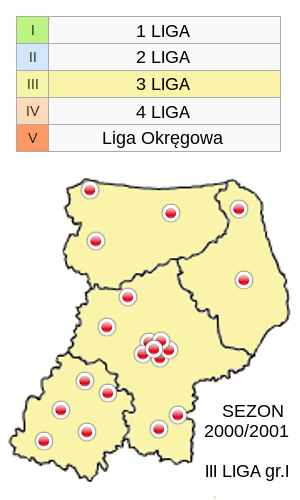
Zespoły występujące w III Lidze gr.I w sezonie 2000/2001

Jagiellonia Wersal Podlaski Białystok przystąpiła do rozgrywek III ligi gr.I oraz Pucharu Polski od I rundy.

## III poziom rozgrywkowy
Jagiellonia po 5 latach powróciła do II Ligi, należy przypomnieć, że zrobiła to w wielkim stylu, gdyż 2 lata wcześniej grała jeszcze w IV lidze. Po zapewnieniu sobie awansu, było to w wygranym meczu z Radomiakiem, przyszło rozluźnienie i białostoczanie dali się wyprzedzić rezerwom Legii, ostatecznie zajmując 2 miejsce. Fakt ten nie miał wpływu na awans, gdyż II drużyna Legii nie mogła grać w II lidze (według ówczesnego regulaminu zespoły rezerwowe nie mogły grać wyżej niż w III lidze).

Radość wśród kibiców była tym większa, że dla większości było to niespodziewany sukces. Świętowanie nie trwało długo, zakłócił je fakt, że po sezonie większość graczy z podstawowego składu opuściła zespół. Odeszli min. Kobeszko, Andrzejewski, Petruk, Głębocki, czyli niemalże cała ofensywa białostoczan. Linię pomocy i obrony opuścili Danielewicz, Speichler, Manelski i Czykier.

Przed trenerem Gaszyńskim stanęło zupełnie nowe wyzwanie, zbudowania nowej silnej drużyny na miarę II ligi. Jak się okazało później, klub zwolnił trenera Gaszyńskiego i postanowił zaufać znanemu szkoleniowcu, min. z pracy selekcjonera kadry Polski oraz trenera I-ligowych klubów, Wojciechowi Łazarkowi.
Sztab szkoleniowy: trener - Tadeusz Gaszyński, II trener - Zbigniew Skoczylas, kierownik drużyny - Sławomir Wołczyk.
Puchar Polski

Jagiellonia w I rundzie pokonała Świt Nowy Dwór Mazowiecki 1:0, niestety w następnej białostoczanie ulegli 0:3 z drużynie Górnika Łęczna i odpadli z dalszej rywalizacji.

W Pucharze regionalnym zespół doszedł do finału, w którym przegrał z drużyną Wigier Suwałki.

## Końcowa Tabela III Ligi (grupa I)
| Lp. | Drużyna                       | M  | Z  | R  | P  | Bramki | Bramki | Różn. | Pkt. | Uwagi             |
| --- | ----------------------------- | -- | -- | -- | -- | ------ | ------ | ----- | ---- | ----------------- |
| 1   | Legia II Warszawa             | 38 | 26 | 7  | 5  | 85     | 28     | +57   | 85   | (*)               |
| 2   | Jagiellonia Białystok         | 38 | 27 | 2  | 9  | 74     | 26     | +48   | 83   | Awans do II ligi  |
| 3   | Gwardia Warszawa              | 38 | 27 | 2  | 9  | 77     | 39     | +38   | 83   |                   |
| 4   | Hutnik Warszawa               | 38 | 19 | 10 | 9  | 62     | 41     | +21   | 67   |                   |
| 5   | Okęcie Warszawa               | 38 | 18 | 10 | 10 | 57     | 34     | +23   | 64   |                   |
| 6   | Unia Skierniewice             | 38 | 17 | 9  | 12 | 65     | 50     | +5    | 60   |                   |
| 7   | MG MZKS Kozienice             | 38 | 18 | 4  | 16 | 50     | 49     | +1    | 58   |                   |
| 8   | Pelikan Łowicz                | 38 | 16 | 8  | 14 | 64     | 46     | +18   | 57   |                   |
| 9   | Radomiak Radom                | 38 | 16 | 9  | 13 | 50     | 40     | +10   | 57   |                   |
| 10  | Znicz Pruszków                | 38 | 16 | 9  | 13 | 49     | 57     | -8    | 57   |                   |
| 11  | MKS Mława                     | 38 | 16 | 7  | 15 | 46     | 40     | +6    | 55   |                   |
| 12  | Polonia II Warszawa           | 38 | 17 | 4  | 17 | 55     | 57     | -2    | 55   |                   |
| 13  | Piotrcovia Piotrków Tryb.     | 38 | 15 | 6  | 17 | 60     | 53     | +7    | 51   |                   |
| 14  | Wigry Suwałki                 | 38 | 14 | 9  | 15 | 47     | 44     | +3    | 51   |                   |
| 15  | Włókniarz Konstantynów Łódzki | 38 | 16 | 3  | 19 | 42     | 44     | -2    | 51   | Spadek do IV ligi |
| 16  | Orlen II Płock                | 38 | 11 | 11 | 16 | 50     | 56     | -6    | 41   | Spadek do IV ligi |
| 17  | Jeziorak Iława                | 38 | 10 | 11 | 17 | 38     | 50     | -12   | 41   | Spadek do IV ligi |
| 18  | Granica Kętrzyn               | 38 | 8  | 6  | 24 | 37     | 75     | -38   | 30   | Spadek do IV ligi |
| 19  | Marko/WKS Wieluń              | 38 | 4  | 2  | 32 | 22     | 96     | -74   | 14   | Spadek do IV ligi |
| 20  | Zatoka Braniewo               | 38 | 2  | 5  | 31 | 16     | 119    | -103  | 11   | Spadek do IV ligi |

- Jagiellonia awansowała z 2 miejsca ponieważ rezerwy Legii nie mogą występować w II lidze.

## Skład, statystyka, transfery
| Nr                 | Zawodnik             | Poz.       | Data ur.   | Wz.  | Mecze | Br. | Transfer z/do                                             | Ostatni klub               |
| ------------------ | -------------------- | ---------- | ---------- | ---- | ----- | --- | --------------------------------------------------------- | -------------------------- |
|                    | Mirosław Dymek w     | BR         | 25.02.1970 | 1,91 | 37    | 0   |                                                           | (wyp.)KPWP Wasilków        |
|                    | Maciej Kudrycki w    | BR         | 15.09.1974 | 1,91 | 2     | 0   | 2000(j) z Närpes Kraft FF                                 | Närpes Kraft FF            |
|                    | Krzysztof Zalewski w | OB         | 17.01.1978 | 1,77 | 20    | 0   |                                                           | KPWP Wasilków              |
|                    | Mariusz Bańkowski    | OB         | 10.03.1980 | 1,92 | 30    | 0   |                                                           | KPWP Wasilków              |
|                    | Adam Waluk           | OB         | 4.05.1980  | 1,90 | 4     | 0   |                                                           | KPWP Wasilków              |
|                    | Jacek Markiewicz w C | OB         | 18.04.1976 | 1,83 | 36    | 12  |                                                           | (wyp.) KPWP Wasilków       |
|                    | Dariusz Prokop       | OB         | 18.05.1976 | 1,83 | 34    | 3   |                                                           | (wyp.) KPWP Wasilków       |
|                    | Marcin Manelski      | OB         | 24.09.1971 | 1,80 | 25    | 1   |                                                           | Hetman Zamość              |
|                    | Audrius Tolis        | OB         | 7.02.1977  | 1,86 | 1     | 0   | 2000(j) z Polonia Wilno · 01(w) do Polonia Wilno          | Polonia Wilno              |
|                    | Krzysztof Łągiewka   | OB         | 23.01.1983 | 1,94 | 33    | 2   | 2000(j) z MOSP Jagiellonia Białystok                      | MOSP Jagiellonia Białystok |
|                    | Krzysztof Maciejczuk | OB         | 7.08.1977  | 1,90 | 22    | 2   | 2000(j) z Stomil Olsztyn                                  | Stomil Olsztyn             |
|                    | Dariusz Jurczak w    | OB         | 23.03.1975 | 1,83 | 16    | 0   | 2000(j) z Sparta Szepietowo                               | Sparta Szepietowo          |
|                    | Piotr Grabowski      | PO         | 5.07.1977  | 1,77 | 17    | 1   |                                                           | Sparta Augustów            |
|                    | Mariusz Dzienis      | PO         | 27.02.1980 | 1,77 | 13    | 1   |                                                           | MOSP Jagiellonia Białystok |
|                    | Robert Speichler     | PO         | 27.11.1980 | 1,87 | 0     | 0   |                                                           | KPWP Wasilków              |
|                    | Łukasz Tupalski      | PO         | 4.09.1980  | 1,87 | 31    | 1   |                                                           | KPWP Wasilków              |
|                    | Mirosław Matejko     | PO         | 5.05.1976  | 1,88 | 10    | 0   | 2000(j) z Cresovia Siemiatycze · 01(w) do Olimpia Zambrów | Cresovia Siemiatycze       |
|                    | Marcin Danielewicz   | PO         | 29.04.1976 | 1,83 | 23    | 6   | 2000(j) z Świt Nowy Dwór Mazowiecki                       | Świt Nowy Dwór Mazowiecki  |
|                    | Piotr Wojnowski      | PO         | 15.02.1979 | 1,82 | 13    | 2   | 01(w) z Wigry Suwałki                                     | Wigry Suwałki              |
|                    | Przemysław Papiernik | 19.01.1983 | 1,76       | PO   | 0     | 0   | 2000(j) z MOSP Jagiellonia Białystok                      | MOSP Jagiellonia Białystok |
|                    | Piotr Andrzejewski   | NA         | 11.05.1978 | 1,83 | 12    | 4   | 01(w) z Sokół Sokółka                                     | Sokół Sokółka              |
|                    | Konrad Bukin         | NA         | 19.09.1983 | 1,74 | 0     | 0   | 2000(j) z MOSP Jagiellonia Białystok                      | MOSP Jagiellonia Białystok |
|                    | Sławomir Głębocki    | NA         | 8.12.1970  | 1,75 | 34    | 16  | 2000(j) z Wigry Suwałki                                   | Wigry Suwałki              |
|                    | Zbigniew Szugzda     | NA         | 29.03.1970 | 1,90 | 37    | 10  |                                                           | Hetman Białystok           |
|                    | Ryszard Ostrowski    | NA         | 19.04.1968 | 1,70 | 33    | 3   |                                                           | Mazur Ełk                  |
|                    | bramka samobójcza    |            |            |      |       | -   |                                                           |                            |
|                    | walkower             |            |            |      |       | -   |                                                           |                            |
| Transfery z klubu: |                      |            |            |      |       |     |                                                           |                            |
| Nr                 | Zawodnik             | Poz.       | Data ur.   | Wz.  | Mecze | Br. | Transfer z/do                                             | Ostatni klub               |
|                    | Paweł Waliński       | BR         | 31.03.1980 | 1,87 | 0     | 0   | 01(w) do Hetman Białystok                                 | MOSP Jagiellonia Białystok |
|                    | Adam Struczewski w   | OB         | 22.02.1974 | 1,83 | 15    | 0   | 01(w) do Hetman Białystok                                 | Wychowanek                 |
|                    | Mariusz Purzycki     | PO         | 20.10.1970 | 1,83 | 0     | 0   | 01(w) do Hetman Białystok                                 | KPWP Wasilków              |
|                    | Sławomir Lewicki     | PO         | 18.07.1978 | 1,73 | 2     | 0   | 01(w) do Warmia Grajewo                                   | KPWP Wasilków              |
|                    | Dariusz Czykier      | PO         | 21.02.1966 | 1,81 | 9     | 1   | 01(w) do Wigry Suwałki                                    | Legia Warszawa             |
|                    | Wojciech Kobeszko    | NA         | 2.01.1980  | 1,78 | 19    | 8   | 01(w) do Ceramika Opoczno                                 | KPWP Wasilków              |
|                    | Dariusz Petruk       | NA         | 28.01.1969 | -    | 11    | 1   | 01(w) do Olimpia Zambrów                                  | Iskra Narew                |

## Mecze
| Mecze i wyniki | Mecze i wyniki            | Mecze i wyniki     | Mecze i wyniki | Mecze i wyniki | Mecze i wyniki                | Mecze i wyniki | Mecze i wyniki                                                                                             | Poz w lidze. | Poz w lidze. | Poz w lidze. |
| Lp. | Data                      | Rozgrywki          | F.             | D/W            | Przeciwnik                    | Wynik          | Strzelcy bramek                                                                                            | M.           | P.           | Br.          |
| --- | ------------------------- | ------------------ | -------------- | -------------- | ----------------------------- | -------------- | --- | ------------ | ------------ | ------------ |
| 1 1405 | 06.08.2000 Białystok      | III Liga - 1 kol.  | 2000           | D              | MG MZKS Kozienice             | 3:0            | Kobeszko 51' 60', Markiewicz 80'                                                                           | ?            | 3            | 3:0          |
| 2 45 | 09.08.2000 Białystok      | PP - II run.       | 1000           | D              | Świt Nowy Dwór Maz.           | 1:0            | Z.Szugzda 59'                                                                                              | awans        | awans        | awans        |
| 3 1406 | 13.08.2000 Łowicz         | III Liga - 2 kol.  | 800            | W              | Pelikan Łowicz                | 1:2            | Z.Szugzda 30', Prokop 60'(k)                                                                               | ?            | 6            | 5:1          |
| 4 1407 | 15.08.2000 Białystok      | III Liga - 3 kol.  | 1500           | D              | Piotrcovia Piotrków Tryb.     | 3:2            | Kobeszko 42' 75', Prokop 18'(k)                                                                            | ?            | 9            | 8:3          |
| 5 1408 | 05.09.2000 Warszawa       | III Liga - 4 kol.  | 100            | W              | Gwardia Warszawa              | 2:1            | Kobeszko 15'                                                                                               | ?            | 9            | 9:5          |
| 6 1409 | 26.08.2000 Białystok      | III Liga - 5 kol.  | 2000           | D              | Włókniarz Konstantynów Łódzki | 2:0            | Kobeszko 31', Petruk 88'                                                                                   | ?            | 12           | 11:5         |
| 7 1410 | 30.08.2000 Iława          | III Liga - 6 kol.  | 300            | W              | Jeziorak Iława                | 1:0            | | ?            | 12           | 11:6         |
| 8 1411 | 03.09.2000 Białystok      | III Liga - 7 kol.  | 1500           | D              | MKS Mława                     | 1:0            | Czykier 73'                                                                                                | ?            | 15           | 12:6         |
| 9 1412 | 10.09.2000 Braniewo       | III Liga - 8 kol.  | 300            | W              | Zatoka Braniewo               | 1:0            | | ?            | 15           | 12:7         |
| 10 46 | 13.09.2000 Białystok      | PP - III run.      | 800            | D              | Górnik Łęczna                 | 0:3            | | odpadnięcie  | odpadnięcie  | odpadnięcie  |
| 11 1413 | 17.09.2000 Białystok      | III Liga - 9 kol.  | 1000           | D              | Okęcie Warszawa               | 2:2            | Prokop 27'(k), Markiewicz 36'                                                                              | ?            | 16           | 14:9         |
| 12 1414 | 24.09.2000 Suwałki        | III Liga - 10 kol. | 2000           | W              | Wigry Suwałki                 | 0:1            | Danielewicz 29'                                                                                            | ?            | 19           | 15:9         |
| 13 1415 | 01.10.2000 Białystok      | III Liga - 11 kol. | 0              | D              | Unia Skierniewice             | 3:0            | Markiewicz 18', Ostrowski 37', Z.Szugzda 56'                                                               | ?            | 22           | 18:9         |
| 14 1416 | 08.10.2000 Wieluń         | III Liga - 12 kol. | 200            | W              | Makro/WKS Wieluń              | 0:4            | Głębocki '24, Markiewicz 27' Danielewicz 47', Łągiewka 78'                                                 | ?            | 25           | 22:9         |
| 15 1417 | 14.10.2000 Białystok      | III Liga - 13 kol. | 0              | D              | Polonia II Warszawa           | 0:0            | | ?            | 26           | 22:9         |
| 16 1418 | 22.10.2000 Płock          | III Liga - 14 kol. | 150            | W              | Orlen II Płock                | 0:1            | Danielewicz 28'                                                                                            | ?            | 29           | 23:9         |
| 17 1419 | 29.10.2000 Białystok      | III Liga - 15 kol. | 2500           | D              | Znicz Pruszków                | 5:1            | Głębocki 1' 45', Kobeszko 45' 66', Maciejczuk 90                                                           | 3            | 32           | 28:10        |
| 18 1420 | 05.11.2000 Kętrzyn        | III Liga - 16 kol. | 1200           | W              | Granica Kętrzyn               | 0:2            | Z.Szugzda 30', Ostrowski 79'                                                                               | 3            | 35           | 30:10        |
| 19 1421 | 11.11.2000 Białystok      | III Liga - 17 kol. | 2700           | D              | Radomiak Radom                | 1:0            | Z.Szugzda 58'                                                                                              | 3            | 38           | 31:10        |
| 20 1422 | 18.11.2000 Warszawa       | III Liga - 18 kol. | 350            | W              | Hutnik Warszawa               | 1:0            | | 3            | 38           | 31:11        |
| 21 1423 | 25.11.2000 Białystok      | III Liga - 19 kol. | 4000           | D              | Legia II Warszawa             | 4:1            | Danielewicz 25' 34'(k), Głębocki 18', Markiewicz 69'                                                       | 3            | 41           | 35:12        |
| 22 1424 | 11.03.2001 Kozienice      | III Liga - 20 kol. | 1800           | W              | MG MZKS Kozienice             | 1:0            | | 3            | 41           | 35:13        |
| 23 1425 | 18.03.2001 Białystok      | III Liga - 21 kol. | 2000           | D              | Pelikan Łowicz                | 3:0            | Markiewicz 4'(k), Głębocki 33' 58'                                                                         | 3            | 44           | 38:13        |
| 24 1426 | 24.03.2001 Piotrków Tryb. | III Liga - 22 kol. | 30             | W              | Piotrcovia Piotrków Tryb.     | 2:0            | | 3            | 44           | 38:15        |
| 25 1427 | 31.03.2001 Białystok      | III Liga - 23 kol. | 2500           | D              | Gwardia Warszawa              | 3:1            | Z.Szugzda 69', Manelski 77', Głębocki 90'                                                                  | 3            | 47           | 41:16        |
| 26 1428 | 08.04.2001 Białystok      | III Liga - 24 kol. | 300            | W              | Włókniarz Konstantynów Łódzki | 0:2            | Głębocki 73', Markiewicz 90'                                                                               | ?            | 50           | 43:16        |
| 27 1429 | 13.04.2001 Białystok      | III Liga - 25 kol. | 2000           | D              | Jeziorak Iława                | 3:0            | Ostrowski 13', Z.Szugzda 61', Grabowski 87'                                                                | 3            | 53           | 46:16        |
| 28 1430 | 22.04.2001 Mława          | III Liga - 26 kol. | 450            | W              | MKS Mława                     | 2:0            | | 3            | 53           | 46:18        |
| 29 1431 | 29.04.2001 Białystok      | III Liga - 27 kol. | 2500           | D              | Zatoka Braniewo               | 8:0            | Wojnowski 10' 34', Markiewicz 8' Tupalski 38',Głębocki 43', Andrzejewski 56' Z.Szugzda 60', Maciejczuk 69' | 3            | 56           | 54:18        |
| 30 1432 | 02.05.2001 Warszawa       | III Liga - 28 kol. | 600            | W              | Okęcie Warszawa               | 0:2            | Łągiewka 47', Głębocki 55'                                                                                 | 3            | 59           | 56:18        |
| 31 1433 | 06.05.2001 Białystok      | III Liga - 29 kol. | 3000           | D              | Wigry Suwałki                 | 2:0            | Głębocki 34', Z.Szugzda 72'                                                                                | 3            | 62           | 58:18        |
| 32 | 9.05.2001 Zambrów         | PP OKR - 1/2       | 1000           | W              | Olimpia Zambrów               | 1:2            | Ostrowski 14', Grabowski 57'                                                                               | awans        | awans        | awans        |
| 33 1434 | 12.05.2001 Skierniewice   | III Liga - 30 kol. | 500            | W              | Unia Skierniewice             | 2:3            | Głębocki 15' 63', Z.Szugzda 71'                                                                            | 3            | 65           | 61:20        |
| 34 1435 | 20.05.2001 Białystok      | III Liga - 31 kol. | 2000           | D              | Makro/WKS Wieluń              | 1:0            | Dzienis 20'                                                                                                | 3            | 68           | 62:20        |
| 35 1436 | 23.05.2001 Warszawa       | III Liga - 32 kol. | 200            | W              | Polonia II Warszawa           | 0:1            | Z.Szugzda 80'                                                                                              | 2            | 71           | 63:20        |
| 36 1437 | 26.05.2001 Białystok      | III Liga - 33 kol. | 2500           | D              | Orlen II Płock                | 2:1            | Głębocki 60'(k), Z.Szugzda 86'                                                                             | 2            | 74           | 65:21        |
| 37 1438 | 03.06.2001 Pruszków       | III Liga - 34 kol. | 500            | D              | Znicz Pruszków                | 0:1            | Andrzejewski 53'                                                                                           | 2            | 77           | 66:21        |
| 38 1439 | 06.06.2001 Białystok      | III Liga - 35 kol. | 2000           | D              | Granica Kętrzyn               | 4:0            | Markiewicz 3' 61', Andrzejewski 20' 54'                                                                    | 2            | 80           | 70:21        |
| 39 1440 | 10.06.2001 Radom          | III Liga - 36 kol. | 2500           | W              | Radomiak Radom                | 2:4            | Głębocki 12'(k) 63', Markiewicz 33' 60'                                                                    | 1            | 83           | 74:23        |
| 40 1441 | 16.06.2001 Białystok      | III Liga - 37 kol. | 3000           | D              | Hutnik Warszawa               | 0:2            | | 2            | 83           | 74:25        |
| 41 1442 | 21.06.2001 Warszawa       | III Liga - 38 kol. | 100            | W              | Legia II Warszawa             | 1:0            | | 2            | 83           | 74:26        |
| 42 | 26.06.2001 Suwałki        | PP OKR - finał     | b.d.           | W              | Wigry Suwałki                 | 0:0 1:0(d)     | | finał        | finał        | finał        |
| - rozgrywki ligowe, - rozgrywki pucharu polski, - rozgrywki pucharu ligi, - rozgrywki ligi europejskiej, - mecze barażowe lub eliminacyjne, - inne. Liczba meczów w sezonie:1 2 (wszystkie mecze na najwyższym poziomie rozgrywkowym)3 (wszystkie mecze w rozgrywkach ligowych bez baraży) , Puchar Polski: 2 (mecze Pucharu Polski na szczeblu centralnym)3 (wszystkie mecze w Pucharze Polski) |                           |                    |                |                |                               |                | |              |              |              |

## Mecze towarzyskie
- Od 21 - 31 stycznia zgrupowanie w Borowicach k.Karpacza.

| Lp. | Data, Kraj, Miasto   | Mecze   | F. | D/W | Przeciwnik                   | Wynik | Strzelcy bramek                                                  |
| --- | -------------------- | ------- | -- | --- | ---------------------------- | ----- | ---------------------------------------------------------------- |
| 1   | 4.02.2001 Białystok  | sparing | -  | D   | Olimpia Zambrów (4 poz.)     | 6:0   | b.d.                                                             |
| 2   | ?.02.2001 Białystok  | sparing | -  | D   | Hetman Białystok (4 poz.)    | 1:1   | b.d.                                                             |
| 3   | 18.02.2001 Białystok | tow.    | -  | D   | Niemen Grodno (1 poz.)       | 3:3   | Głębocki 20' Andrzejewski 30' Szugzda 70'                        |
| 4   | 22.02.2001 Białystok | tow.    | -  | D   | Żalgiris Wilno (1 poz.)      | 1:2   | Wojnowski 55'                                                    |
| 5   | 24.02.2001 Białystok | sparing | -  | D   | Świt Nowy Dwór Maz. (2 poz.) | 2:0   | Markiewicz 16' Danielewicz 32'                                   |
| 6   | ?.02.2001 Kraków     | sparing | -  | W   | Cracovia (3 poz.)            | 1:4   | b.d.                                                             |
| 7   | ?.02.2001 Kraków     | sparing | -  | W   | Wisła II Kraków (4 poz.)     | 1:2   | b.d.                                                             |
| 8   | 28.02.2001 Kraków    | sparing | -  | W   | Hutnik Kraków (3 poz.)       | 0:1   | Markiewicz 7'                                                    |
| 9   | 4.03.2001 Wasilków   | sparing | -  | N   | Narew Ostrołęka (4 poz.)     | 5:0   | Markiewicz 32' 38(k)' Andrzejewski 28' Tupalski 58' Głębocki 90' |